# Happier (песен на Ед Шийрън)
Happier е песен на английския певец и автор на песни Ед Шийрън. Песента е написана от Шийрън заедно с Райън Тедър и Бени Бланко. Включена е в третия му студиен албум ÷ (2017). След издаването на албума, той се класира на 6-то място в UK Singles Chart. В Италия е издадена на 27 април 2018 г. като четвърти (общо пети) и последен сингъл от албума.

## Тема
Според Шийрън темата на песента е поглед назад към предишна връзка. Въпреки че първоначално е бил ядосан и огорчен от раздялата, по-късно осъзнава, че първата му любима е по-щастлива с някого друг. Той разказва: „Спомням си първото момиче, с което бях, за което беше първият и по-голямата част от втория албум, с което бях от училище. И си спомням човека, с когото беше, как го срещнах един ден и си помислих, че той е толкова по-подходящ за нея, отколкото аз някога съм бил. Виждайки ги щастливи заедно, ние никога не сме изглеждали така, никога не сме били тази двойка, никога не сме били толкова щастливи. Беше като момент на прозрение и написах песен, която беше основно това.“

## Критичен прием
Тейлър Уедърби от Билборд описва песента като „най-сърцераздирателната“ и „може би една от най-красивите песни“ в албума. Тя отбелязва мелодичното сходство на песента с песните на Сам Смит от 2014 г. „Stay with Me“ и „Like I Can“.

## Музикален клип
Официалното видео за „Happier“ e публикувано в официалния профил на Шийрън в Ютуб на 27 април 2018 г. Режисьор е Емил Нава. Видеото включва куклена карикатура на Шийрън от музикалния клип на друг негов сингъл „Sing“.